# Caconde
Caconde es un municipio brasileño del estado de São Paulo. Se ubica a una altitud de 860 metros. Su población estimada en 2004 era de 18.940 habitantes. Posee un área de 470,50 km². 

## Estancia climática

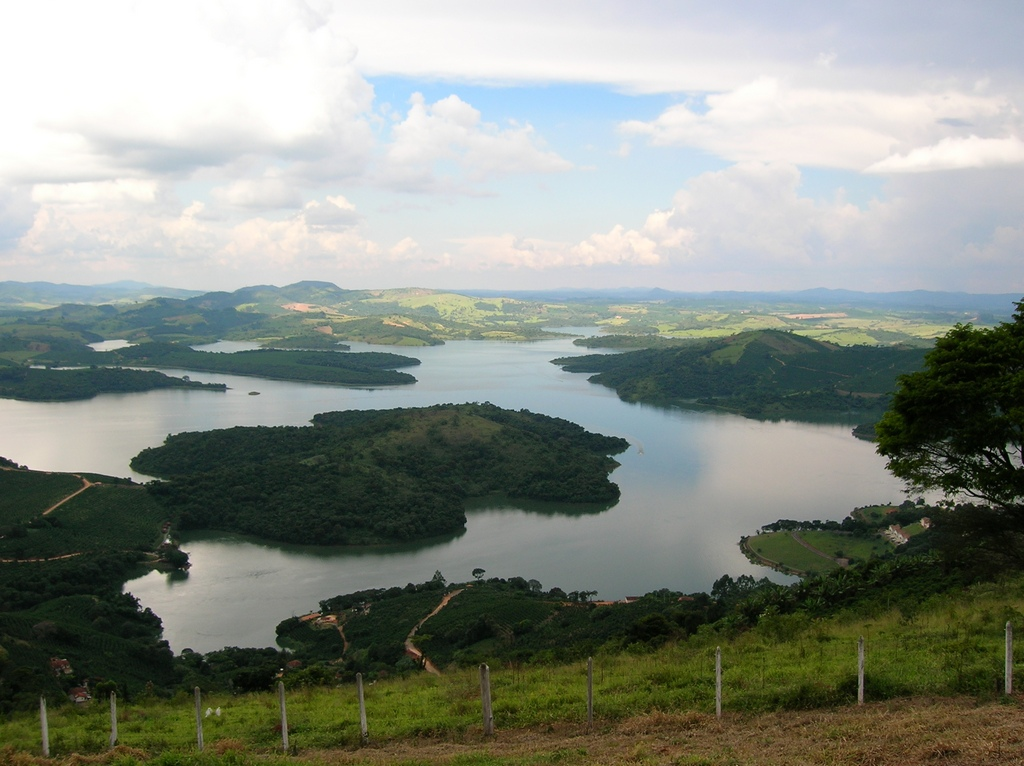
Represa de Caconde vista del Colina del Mirador.

Caconde es uno de los quince municipios paulistas considerados estancias climáticas por el Estado de São Paulo, por cumplir determinados requisitos definidos por Ley Estatal. Tal status garantiza a esos municipios un presupuesto por parte del Estado para la promoción del turismo regional. También, el municipio adquire el derecho de agregar junto a su nombre el título de estancia climática, término por el cual pasa a ser designado tanto por el expediente municipal oficial como por las referencias estatales.

## Hidrografía
- Río Pardo